# 劉天佑
刘天佑（1982年4月2日—），四川成都崇州人，中华人民共和国射击运动员。

## 生涯
1997年，刘天佑開始參與射擊運動，當時，他於四川省成都市塔子山體育運動學校進行訓練。3年後，劉晉身至四川省崇州市廖家镇中學訓練，隨後於2001年轉至清華大學附中，由張秋萍作教練。兩年後，他成為國家隊一員。
而在他在清華時，他曾代表中國隊參與世界射擊錦標賽，並於青年組的男子氣步槍團體小項奪得金牌。次年在全國錦標賽中，贏得男子個人氣步槍項目的冠軍，當時他只是23歲。2005年，他代表四川隊參與十運會，在10月17日進行的射擊項目的男子個人步槍小項決賽中，劉天佑以1266.4環為四川摘下金牌，是四川隊在4面射擊項目金牌的其中一面。另外，他在早前的氣步槍小項取得銀牌，是該屆全運會中，唯一一位在參與的小項都能獲得獎牌的射擊運動員。
2006年，劉天佑代表中國參與於廣州進行的世界盃，他於男子個人10米氣步槍小項中以0.6環之差不敵印度對手，取得一面銀牌。12月，他首次在多哈亚运会中的男子團體氣步槍小項中聯同朱啟南和李杰贏得金牌，是該屆亞運中的首面金牌得主。幾日後，他又贏得了個人小項的金牌。此外，他又与張磊、張付合力奪得男子團體50米步槍小項的金牌。次年，他在美國站的世界杯中的氣步槍小項取得銅牌。
在2014年亚运会射击--男子10米气步枪--团体项目中，刘天佑与队友曹逸飞和杨浩然以1886.4分的总成绩超越其他选手，获得该项目的金牌。